# Plethodon idahoensis
Plethodon idahoensis é uma espécie de salamandra da família Plethodontidae.
Pode ser encontrada no norte de Idaho, oeste de Montana e sudeste da Colúmbia Britânica.
Os seus habitats naturais são: florestas temperadas, rios, nascentes de água doce e áreas rochosas.
Está ameaçada por perda de habitat.